# Communauté de communes du Moyen-Verdon
Die Communauté de communes du Moyen-Verdon war ein französischer Gemeindeverband mit der Rechtsform einer Communauté de communes im Département Alpes-de-Haute-Provence in der Region Provence-Alpes-Côte d’Azur. Sie wurde am 29. Dezember 1993 gegründet und umfasste 19 Gemeinden. Der Verwaltungssitz befand sich im Ort Castellane.

## Historische Entwicklung
Am 1. Januar 2017 wurde der Gemeindeverband mit den Communautés de communes Haut-Verdon Val d’Allos, Pays d’Entrevaux, Teillon und Terres de Lumière zur neuen Communauté de communes Alpes Provence Verdon zusammengeschlossen.

## Ehemalige Mitgliedsgemeinden
1. Allons
2. Angles
3. Barrême
4. Blieux
5. Castellane
6. Chaudon-Norante
7. Clumanc
8. La Garde
9. Lambruisse
10. Moriez
11. La Mure-Argens
12. La Palud-sur-Verdon
13. Rougon
14. Saint-André-les-Alpes
15. Saint-Jacques
16. Saint-Julien-du-Verdon
17. Saint-Lions
18. Senez
19. Tartonne